# Максимально возможный убыток
Максимально возможный убыток (PML; англ. Probable Maximum Loss) — термин, используемый в страховании и теории риск-менеджмента как показатель, характеризующий максимальный размер ущерба, который может возникнуть у страхователя в отношении застрахованного объекта при наступлении страхового случая.
Величина максимально возможного убытка зависит от стоимости страхуемого объекта и от того, насколько данный объект может пострадать в результате наступления страхового случая.
Для оценки максимально возможного убытка на моделях предполагают худшее стечение обстоятельств. Например, при страховании от огня оценивают последствия пожара при тотальной неисправности систем автоматического пожаротушения.
В перестраховании величина максимально возможного убытка влияет на размер собственного удержания перестрахователя или цедента, на стоимость перестрахования и на глубину дальнейшего размещения риска в перестрахование (глубину ретроцессии).